# Christoph Eydt
Christoph Eydt (* 1985 in Halle (Saale)) ist ein deutscher Autor und Ghostwriter.

## Werdegang
Nach einem Studium der Geschichte und Theologie für das Lehramt an Gymnasien nahm Eydt seine schriftstellerische Tätigkeit auf und verfasst Sachbücher und Fachartikel als auch belletristische Werke. Als Online-Journalist war er für Web-Zeitschriften und Portale tätig. Ein Teil seiner Online-Publikationen widmet sich dem Diskurs der Kampf- und Bewegungskünste. Er ist ständiger Autor des Taiji-Forums. Seit 2013 arbeitet er am Projekt „Brockenhexen“. Von den historischen Hexenverfolgungen im Harz bis zur touristischen Vermarktung im Rahmen einer Dissertation an der Otto-von-Guericke-Universität Magdeburg.

## Publikationen (Auswahl)
- Christoph Eydt: Das Tai Chi Feeling. Komplett-Media, Grünwald 2014, ISBN 978-3-8312-0414-4.
- Christoph Eydt, Roman Machens: Generation Sodbrennen. Ein Volk Stößt auf. cbx Verlag, München 2015, ISBN 978-3-945794-35-7..
- Christoph Eydt, Roman Machens: Impfen. Ja oder nein? Der Ratgeber für eine bewusste Entscheidung. cbx Verlag, München 2015, ISBN 978-3-945794-37-1.
- Christoph Eydt, Markus Gürne: Die Welt ist eine Börse. cbx Verlag, München 2016, ISBN 978-3-945794-99-9.
- Christoph Eydt: Des Teufels Narr. DeBehr Verlag, Radeberg 2017, ISBN 978-3-95753-362-3.
- Christoph Eydt: Heidenvolk und Gotteskrieger. DeBehr Verlag, Radeberg, 2018, ISBN 978-3957534835.
- Lyrische Texte u. a. in der Literaturzeitschrift „Die Brücke“ (Herausgeber: DIE BRÜCKE e.V. – Verein zur Förderung politischer, sozialer und kultureller Verständigung zwischen Mitbürgern deutscher und ausländischer Herkunft).[5]